# Magnolia baillonii
Magnolia baillonii là một loài thực vật có hoa trong họ Magnoliaceae. Loài này được Pierre mô tả khoa học đầu tiên năm 1880.